# 1999 في السويد
فيما يلي قوائم الأحداث التي وقعت خلال عام 1999 في السويد.

## ظهور
- 17 سبتمبر – الموسوعة الوطنية السويدية

## مواليد

### سبتمبر
- 21 سبتمبر – ألكسندر إيساك لاعب كرة قدم سويدي.

### فبراير
- 16 فبراير – بيورن أفزيليوس (مواليد 1947)

### مارس
- 22 ديسمبر – أكي هيالمارسون (مواليد 1922) لاعب كرة قدم سويدي.

### ديسمبر
- 22 ديسمبر – أكي هيالمارسون (مواليد 1922) لاعب كرة قدم سويدي.